# 中美人权对话
中美人权对话是中華人民共和國和美利堅合眾國兩國間在人权领域的外交對話機制。
- 1990年12月18日至19日，美国负责人权事务的助理国务卿理查德·希夫特对中国进行访问，标志着中美人权对话的开始。[2]
- 1990年到2002年12月一共举行了13次对话。
- 2008年5月24日至28日，中美第14次人权对话在北京举行。中国外交部国际司司长吴海龙和美国国务院负责民主、人权与劳工事务的助理国务卿克雷默（David J. Kramer）主持对话。[3]
- 2010年5月13日至14日，第十五次中美人权对话在华盛顿举行，外交部国际司司长陈旭率中方代表团出席。美方代表团由美助理国务卿迈克尔·波斯纳率领。[4][5]
- 2011年4月27日和28日，中美第16次人权对话举行。此次中美人权对话由中国外交部国际司司长陈旭与美国助理国务卿迈克尔·波斯纳共同主持。[6]
- 2012年7月23日至24日，中美两国在华盛顿举行人权对话。中国外交部国际司司长陈旭和美国国务院负责人权事务的助理国务卿迈克尔·波斯纳主持对话。[7]